# Jardí Zoològic de Praga
El Jardí Zoològic de Praga (txec: Zoologická zahrada hl. m. Prahy) és un parc zoològic situat a Praga, capital de Txèquia. Obrí les portes al districte de Troja, al nord de la ciutat, el 1931. La seva missió és «fomentar l'estudi de la zoologia, protegir la vida silvestre i educar el públic». Té una superfície de 45 ha.
Ha tingut un paper clau en la conservació del cavall de Przewalski. Les inundacions del 2002 a Europa provocaren greus desperfectes al parc i permeteren que se n'escapessin nombrosos animals, 136 dels quals acabaren morint a desgrat dels grans esforços dels treballadors per rescatar-los. El 2016, la directiva llançà una iniciativa per convertir els fems d'elefant en paper. Aquell mateix any, era considerat el quart millor parc zoològic del món.